# La Llorona (brano musicale)
La Llorona (lett. "La donna che piange, la donna in lutto") è una canzone folk messicana ispirata all'omonimo personaggio delle leggende locali.

## Storia
La Llorona è uno spettro del folclore latinoamericano. Nella versione messicana della storia, la Llorona era una donna che, per vendetta contro l'uomo che amava e non voleva sposarla, uccise i figli avuti con lui. A parte il nome, tuttavia, il brano non fa riferimento a tale leggenda, ma presenta piuttosto l'amore proibito di un uomo verso una donna, così doloroso da ricordare le pene della Llorona.
Le origini della canzone sono ignote: sebbene le notizie in merito siano piuttosto recenti, è probabile che esso rielabori testi e melodie ben più antichi; musicalmente è inoltre molto prossimo ad alcune canzoni in uso nel periodo della Rivoluzione Messicana. Nel 1941 il compositore Andrés Henestrosa trascrisse per la prima volta il brano, che aveva ascoltato casualmente durante la sua permanenza nell'Istmo di Tehuantepec: il testo attuale fu probabilmente elaborato da lui.
La canzone conobbe un discreto successo nel 1968, quando fu interpretata dal cantante spagnolo Raphael. Successivamente la cantante costaricana Chavela Vargas la inserì nel suo repertorio, contribuendo alla sua diffusione. Un'altra celebre interpretazione è quella di Lila Downs.

## Testo e traduzione
Salías del templo un día, Llorona,

Cuando al pasar yo te vi,

Salías del templo un día, Llorona,

Cuando al pasar yo te vi,

Hermoso huipil llevabas, Llorona,

Que la Virgen te creí.

Hermoso huipil llevabas, Llorona,

Que la Virgen te creí.

Todos me dicen el negro, Llorona,

negro, pero cariñoso.

Todos me dicen el negro, Llorona,

negro, pero cariñoso.

Yo soy como el chile verde, Llorona,

picante, pero sabroso.

Yo soy como el chile verde, Llorona,

picante, pero sabroso.

La pena y lo que no es pena, Llorona,

Todo es pena para mí,

La pena y lo que no es pena, Llorona,

Todo es pena para mí,

Ayer penaba/lloraba por verte, Llorona

Y hoy peno/lloro porque te vi.

Ayer penaba/lloraba por verte, Llorona

Y hoy peno/lloro porque te vi.

Ay de mí, Llorona, Llorona de azul celeste

Ay de mí, Llorona, Llorona de azul celeste

Y, aunque la vida me cueste, Llorona

No dejaré de quererte.

Y, aunque la vida me cueste, Llorona

No dejaré de quererte.

De las arcas de la fuente ¡Ay, Llorona!

corre el agua y nace la flor;

si preguntan quién canta ¡Ay, Llorona!

les dices que un desertor,

que viene de la campaña ¡Ay, Llorona!

(viene) en busca de su amor.

Me subí al pino más alto, Llorona,

A ver si te divisaba,

Me subí al pino más alto, Llorona,

A ver si te divisaba,

Como el pino era muy tierno, Llorona,

Al verme llorar, lloraba.

Como el pino era muy tierno, Llorona,

Al verme llorar, lloraba.

Cada vez que entra la noche, Llorona,

Me pongo a pensar y digo:

Cada vez que entra la noche, Llorona,

Me pongo a pensar y digo:

¿De qué me sirve la cama, Llorona,

si tú no duermes conmigo?

¿De qué me sirve la cama, Llorona,

si tú no duermes conmigo?

De la mar vino una carta, Llorona,

Que me mandó la sirena,

De la mar vino una carta, Llorona,

Que me mandó la sirena,

Y en la carta me decía, Llorona,

Quien tiene amor tiene pena.

Y en la carta me decía, Llorona,

Quien tiene amor tiene pena.

¡Ay de mí!, Llorona, Llorona,

Llorona llévame al río,

¡Ay de mí!, Llorona, Llorona,

Llorona llévame al río,

Tápame con tu rebozo, Llorona,

Porque me muero de frío.

Tápame con tu rebozo, Llorona,

Porque me muero de frío.

Dicen que no tengo duelo, Llorona,

Porque no me ven llorar.

Dicen que no tengo duelo, Llorona,

Porque no me ven llorar.

Hay muertos que no hacen ruido, Llorona,

¡Y es más grande su penar!

Hay muertos que no hacen ruido, Llorona,

¡Y es más grande su penar!

Si al cielo subir pudiera, Llorona,

Las estrellas te bajara,

Si al cielo subir pudiera, Llorona,

Las estrellas te bajara,

La luna a tus pies pusiera, Llorona,

Con el sol te coronara.

La luna a tus pies pusiera, Llorona,

Con el sol te coronara.

¡Ay de mí!, Llorona, Llorona,

Llorona de ayer y hoy

¡Ay de mí!, Llorona, Llorona,

Llorona de ayer y hoy

Ayer maravilla fui, Llorona,

Y ahora ni sombra soy.

Ayer maravilla fui, Llorona,

Y ahora ni sombra soy.

Ay de mí, Llorona, Llorona,

Llorona de negros ojos,

Ay de mí, Llorona, Llorona,

Llorona de negros ojos,

Ya con esta me despido, Llorona,

adorándote de hinojos.

Ya con esta me despido, Llorona,

adorándote de hinojos.

No sé qué tienen las flores, Llorona,

Las flores del camposanto,

No sé qué tienen las flores, Llorona,

Las flores del camposanto,

Que cuando las mueve el viento, Llorona,

Parece que están llorando.

Que cuando las mueve el viento, Llorona,

Parece que están llorando.

¡Ay de mí!, Llorona, Llorona,

tú eres mi chiquita,

¡Ay de mí!, Llorona, Llorona,

tú eres mi chiquita,

Me quitarán de quererte, Llorona,

pero de olvidarte nunca.

Me quitarán de quererte, Llorona,

pero de olvidarte nunca.

A un santo Cristo de fierro, Llorona,

Mis penas le conté yo,

A un santo Cristo de fierro, Llorona,

Mis penas le conté yo,

¿Cuáles no serían mis penas, Llorona,

que el santo Cristo lloró?

¿Cuáles no serían mis penas, Llorona,

que el santo Cristo lloró?

¡Ay de mí!, Llorona, Llorona,

Llorona de un campo lirio,

¡Ay de mí!, Llorona, Llorona,

Llorona de un campo lirio,

El que no sabe de amores, Llorona,

no sabe lo que es martirio.

El que no sabe de amores, Llorona,

no sabe lo que es martirio.

Dos besos llevo en el alma, Llorona,

que no se apartan de mí,

Dos besos llevo en el alma, Llorona,

que no se apartan de mí,

El último de mi madre, Llorona,

y el primero que te di.

El último de mi madre, Llorona,

y el primero que te di.

¡Ay de mí!, Llorona, Llorona,

Llorona, llévame a ver,

¡Ay de mí!, Llorona, Llorona,

Llorona, llévame a ver,

dónde de amores se olvida, Llorona,

y se empieza a padecer.

dónde de amores se olvida, Llorona,

y se empieza a padecer.

Alza los ojos y mira, Llorona,

allá en la mansión oscura

Alza los ojos y mira, Llorona,

allá en la mansión oscura

una estrella que fulgura, Llorona,

y tristemente suspira,

es Venus que se retira, Llorona,

celosa de tu hermosura.

¡Ay de mí!, Llorona, Llorona,

Llorona, que sí, que no.

¡Ay de mí!, Llorona, Llorona,

Llorona, que sí, que no.

La luz que me alumbraba, Llorona,

en tinieblas me dejó.

La luz que me alumbraba, Llorona,

en tinieblas me dejó.

Dicen que el primer amor, ¡Ay, Llorona!,

Es grande y es verdadero,

Dicen que el primer amor, ¡Ay, Llorona!,

Es grande y es verdadero,

Pero el último es mejor, ay, Llorona,

y más grande que el primero.

Pero el último es mejor, ay, Llorona,

y más grande que el primero.

¡Ay de mí!, Llorona, Llorona,

Llorona, dame una estrella.

¡Ay de mí!, Llorona, Llorona,

Llorona, dame una estrella.

¿Qué me importa que me digan, Llorona,

que tú ya no eres doncella?

¿Qué me importa que me digan, Llorona,

que tú ya no eres doncella?

No creas que porque canto, ¡Ay Llorona!,

tengo el corazón alegre.

No creas que porque canto, ¡Ay Llorona!,

tengo el corazón alegre.

También de dolor se canta, ¡Ay Llorona!,

¡Cuando llorar no se puede!

También de dolor se canta, ¡Ay Llorona!,

¡Cuando llorar no se puede!

¡Ay de mí!, Llorona, Llorona,

Llorona, dame tu amor.

¡Ay de mí!, Llorona, Llorona,

Llorona, dame tu amor.

El cielo puede esperar, ¡Ay, Llorona!,

pero mi corazón no.

El cielo puede esperar, ¡Ay, Llorona!,

pero mi corazón no.

Te quiero porque me gusta, Llorona,

y porque me da la gana,

Te quiero porque me gusta, Llorona,

y porque me da la gana,

Te quiero porque me sale, Llorona,

de las entrañas del alma.

Te quiero porque me sale, Llorona,

de las entrañas del alma.

Si porque te quiero, quieres, Llorona,

quieres que te quiera más.

Si porque te quiero, quieres, Llorona,

quieres que te quiera más.

Si ya te he dado mi vida, Llorona,

¿Qué más quieres?, ¿Quieres más?

Si ya te he dado mi vida, Llorona,

¿Qué más quieres?, ¿Quieres más?

¡Ay de mí!, Llorona, Llorona,

Llorona, mi cielo lindo.

¡Ay de mí!, Llorona, Llorona,

Llorona, mi cielo lindo.

Ayer te vi penando, Llorona,

debajo de un tamarindo.

Ayer te vi penando, Llorona,

debajo de un tamarindo.

¡Ay de mí!, Llorona, Llorona,

Llorona, mucho te adoro.

¡Ay de mí!, Llorona, Llorona,

Llorona, mucho te adoro.

Tú no sabes si te quiero, Llorona,

porque no sabes que lloro.

Tú no sabes si te quiero, Llorona,

porque no sabes que lloro.

Si porque te quiero, quieres, Llorona,

que yo la muerte reciba,

Si porque te quiero, quieres, Llorona,

que yo la muerte reciba,

Que se haga tu voluntad, Llorona,

que muera por que otro viva.

Que se haga tu voluntad, Llorona,

que muera por que otro viva.
Uscivi dalla chiesa un giorno, Llorona

Ti ho vista mentre passavi;

Uscivi dalla chiesa un giorno, Llorona

Ti ho vista mentre passavi

Indossavi un bellissimo huipil, Llorona,

Così bello che pensavo fossi la Vergine;

Indossavi un bellissimo huipil, Llorona,

Così bello che pensavo fossi la Vergine.

Tutti mi chiamano "il Nero", Llorona

nero, ma innamorato;

Tutti mi chiamano "il Nero", Llorona

nero, ma innamorato;

Io sono come il peperoncino verde, Llorona

piccante, ma saporito;

Io sono come il peperoncino verde, Llorona

piccante, ma saporito.

Il dolore e ciò che non è dolore, Llorona,

Tutto è dolore per me;

Il dolore e ciò che non è dolore, Llorona,

Tutto è dolore per me;

Ieri morivo perché volevo vederti, Llorona

Oggi muoio perché ti ho visto;

Ieri morivo perché volevo vederti, Llorona

Oggi muoio perché ti ho visto.

Ahimé, Llorona, Llorona, Llorona azzurro cielo;

Ahimè, Llorona, Llorona, Llorona azzurro cielo;

Anche se ciò mi costerà la vita, Llorona

Io non smetterò di amarti;

Anche se ciò mi costerà la vita, Llorona

Io non smetterò di amarti.

Dal fondo della fontana, Llorona

l'acqua scorre e i fiori nascono;

Se ti chiedono chi è che canta, Llorona

rispondi loro che è un disertore

che torna dalle campagne, Llorona 

in cerca del suo amore.

Sono salito sul pino più alto, Llorona,

A vedere se riuscivo a individuarti;

Sono salito sul pino più alto, Llorona,

A vedere se riuscivo a individuarti;

Siccome il pino era sensibile, Llorona,

Al vedermi piangere piangeva;

Siccome il pino era sensibile, Llorona,

Al vedermi piangere piangeva;

Ogni volta che cala la notte, Llorona,

Inizio a pensare e mi dico:

Ogni volta che cala la notte, Llorona,

Inizio a pensare e mi dico:

Che ragione ha il mio letto, Llorona,

Se tu non dormi con me?

Che ragione ha il mio letto, Llorona,

Se tu non dormi con me?

Dal mare è giunta una lettera, Llorona,

che mi ha spedito una sirena,

Dal mare è giunta una lettera, Llorona,

che mi ha spedito una sirena,

E nella lettera mi diceva, Llorona

Chi ha l'amore ha anche il dolore.

E nella lettera mi diceva, Llorona

Chi ha l'amore ha anche il dolore.

Alas!, Llorona, Llorona,

Llorona, portami al fiume,

Llorona, Llorona,

Llorona, portami al fiume,

Coprimi col tuo scialle, Llorona

Perché muoio di freddo.

Coprimi col tuo scialle, Llorona

Perché muoio di freddo.

Dicono che io non pianga, Llorona

Perché non mi vedono piangere.

Dicono che io non pianga, Llorona

Perché non mi vedono piangere.

Ci sono morti che non fanno rumore, Llorona,

Ma la loro pena è ancora più grande!

Ci sono morti che non fanno rumore, Llorona,

Ma la loro pena è ancora più grande!

Se potessi salire al cielo, Llorona,

Ti farei raggiungere le stelle,

Se potessi salire al cielo, Llorona,

Ti farei raggiungere le stelle,

Ti metterei la luna ai piedi, Llorona

Ti incoronerei con il sole.

Ti metterei la luna ai piedi, Llorona

Ti incoronerei con il sole.

Ahimé, Llorona, Llorona,

Llorona di ieri e di oggi.

Ahimé, Llorona, Llorona,

Llorona di ieri e di oggi.

Ieri io ero una meraviglia, Llorona

Oggi sono meno che un'ombra.

Ieri io ero una meraviglia, Llorona

Oggi sono meno che un'ombra.

Ahimé!, Llorona, Llorona,

Llorona dagli occhi di tenebra,

Ahimé!, Llorona, Llorona,

Llorona dagli occhi di tenebra,

Con questa canzone ti dico addio, Llorona

adorandoti in ginocchio.

Con questa canzone ti dico addio, Llorona

adorandoti in ginocchio.

Non so cosa ci sia nei fiori, Llorona,

nei fiori del cimitero,

Non so cosa ci sia nei fiori, Llorona,

nei fiori del cimitero,

che quando li muove il vento, Llorona,

sembrano piangere

che quando li muove il vento, Llorona,

sembrano piangere.

Ahimé!, Llorona, Llorona,

Tu sei il mio amore,

Ahimé!, Llorona, Llorona,

Tu sei il mio amore,

Loro mi impediranno di amarti, Llorona

Ma io non ti dimenticherò mai.

Loro mi impediranno di amarti, Llorona

Ma io non ti dimenticherò mai.

A un crocifisso di ferro, Llorona,

Ho confessato le mie pene.

A un crocifisso di ferro, Llorona,

Ho confessato le mie pene.

Quali sono le mie pene, Llorona,

che il santo Cristo non pianse?

Quali sono le mie pene, Llorona,

che il santo Cristo non pianse?

Ahimé!, Llorona, Llorona,

Llorona del campo di lillà,

Ahimé!, Llorona, Llorona,

Llorona del campo di lillà,

Colui che non sa amare, Llorona

ignora cosa sia il martirio.

Colui che non sa amare, Llorona

ignora cosa sia il martirio.

Due baci porto nella mia anima, Llorona,

che non si allontanano da me,

Due baci porto nella mia anima, Llorona,

che non si allontanano da me:

L'ultimo che mi ha dato mia madre, Llorona,

e il primo che io ho dato a te.

L'ultimo che mi ha dato mia madre, Llorona,

e il primo che io ho dato a te.

Ahimé!, Llorona, Llorona,

Llorona, portami a vedere,

Ahimé!, Llorona, Llorona,

Llorona, portami a vedere,

dove tutto l'amore si dimentica, Llorona,

e dove inizia la sofferenza.

dove tutto l'amore si dimentica, Llorona,

e dove inizia la sofferenza.

Alza i tuoi occhi e guarda, Llorona,

Là nel cielo scuro,

Alza i tuoi occhi e guarda, Llorona,

Là nel cielo scuro,

una stella che splende, Llorona,

e singhiozza tristemente:

quella è Venere che si nasconde, Llorona

gelosa della tua bellezza.

Ahimé!, Llorona, Llorona,

Llorona, che dici di sì e di no.

Ahimé!, Llorona, Llorona,

Llorona, che dici di sì e di no.

La luce che mi ha illuminato, Llorona

mi ha lasciato nell'oscurità.

La luce che mi ha illuminato, Llorona

mi ha lasciato nell'oscurità.

Dicono che il primo amore, Llorona!

è grande ed è vero, 

Dicono che il primo amore, Llorona!

è grande ed è vero, 

Ma l'ultimo è migliore, Llorona!

E più grande del primo.

Ma l'ultimo è migliore, Llorona!

E più grande del primo.

Ahimé!, Llorona, Llorona,

Llorona, dammi una stella.

Ahimé!, Llorona, Llorona,

Llorona, dammi una stella.

Cosa m'importa se mi dicono, Llorona,

che tu non sei più una fanciulla?

Cosa m'importa se mi dicono, Llorona,

che tu non sei più una fanciulla?

Non pensare che siccome canto, Llorona,

il mio cuore sia allegro.

Non pensare che siccome canto, Llorona,

il mio cuore sia allegro.

Uno può cantare anche per dolore, Llorona,

se non può piangere!

Uno può cantare anche per dolore, Llorona,

se non può piangere!

Ahimé!, Llorona, Llorona,

Llorona, Dammi il tuo amore.

Ahimé!, Llorona, Llorona,

Llorona, Dammi il tuo amore.

Il paradiso può attendere, Llorona,

ma il mio cuore non può.

Il paradiso può attendere, Llorona,

ma il mio cuore non può.

Ti amo perché mi piace, Llorona,

e perché sento di farlo.

Ti amo perché mi piace, Llorona,

e perché sento di farlo.

Ti amo perché viene da me, Llorona,

dall'interno della mia anima.

Ti amo perché viene da me, Llorona,

dall'interno della mia anima.

Se perché ti amo tu vuoi, Llorona,

che io ti ami di più,

Se perché ti amo tu vuoi, Llorona,

che io ti ami di più,

Se ti ho già dato la mia vita, Llorona,

Cos'altro vuoi di più?

Se ti ho già dato la mia vita, Llorona,

Cos'altro vuoi di più?

Ahimé! Llorona, Llorona,

Llorona, mio cielo stellato! 

Ahimé! Llorona, Llorona,

Llorona, mio cielo stellato! 

Ieri ti ho vista piangere, Llorona,

Sotto un albero di tamarindo.

Ieri ti ho vista piangere, Llorona,

Sotto un albero di tamarindo.

Ahimé! Llorona, Llorona,

Llorona, ti sono devoto.

Ahimé! Llorona, Llorona,

Llorona, ti sono devoto.

Non sai che ti amo, Llorona,

Perché non sai quanto ho pianto.

Non sai che ti amo, Llorona,

Perché non sai quanto ho pianto.

Se perché ti amo, Llorona,

Vuoi anche che io muoia,

Se perché ti amo, Llorona,

Vuoi anche che io muoia,

Sia come vuoi tu, Llorona,

fammi morire perché altri vivano.

Sia come vuoi tu, Llorona,

fammi morire perché altri vivano.

## Nella cultura di massa
- La Llorona è presente in ben due differenti versioni nel film Frida del 2002, ispirato alla vita della pittrice Frida Kahlo. La prima versione è cantata da Chavela Vargas, che compare in persona nel film nei panni di un fantasma; la seconda è quella di Lila Downs, a sua volta presente nel film nei panni della cantante di una piccola orchestra mariachi.
- Nel film Disney/Pixar Coco del 2017 la canzone viene cantata in chiave pop in una delle scene finali.